# ITGB1BP1
ITGB1BP1 (англ. Integrin subunit beta 1 binding protein 1) – білок, який кодується однойменним геном, розташованим у людей на короткому плечі 2-ї хромосоми.  Довжина поліпептидного ланцюга білка становить 200 амінокислот, а молекулярна маса — 21 782.
| 10         |  | 20         |  | 30         |  | 40         |  | 50         |
| ---------- |  | ---------- |  | ---------- |  | ---------- |  | ---------- |
| MFRKGKKRHS |  | SSSSQSSEIS |  | TKSKSVDSSL |  | GGLSRSSTVA |  | SLDTDSTKSS |
| GQSNNNSDTC |  | AEFRIKYVGA |  | IEKLKLSEGK |  | GLEGPLDLIN |  | YIDVAQQDGK |
| LPFVPPEEEF |  | IMGVSKYGIK |  | VSTSDQYDVL |  | HRHALYLIIR |  | MVCYDDGLGA |
| GKSLLALKTT |  | DASNEEYSLW |  | VYQCNSLEQA |  | QAICKVLSTA |  | FDSVLTSEKP |
|            |  |            |  |            |  |            |  |            |

A: Аланін

C: Цистеїн

D: Аспарагінова кислота

E: Глутамінова кислота

F: Фенілаланін

G: Гліцин

H: Гістидин

I: Ізолейцин

K: Лізин

L: Лейцин

M: Метіонін

N: Аспарагін

P: Пролін

Q: Глутамін

R: Аргінін

S: Серин

T: Треонін

V: Валін

W: Триптофан

Кодований геном білок за функціями належить до мітогенів, фосфопротеїнів. 
Задіяний у таких біологічних процесах як клітинна адгезія, транскрипція, регуляція транскрипції, ангіогенез, диференціація, альтернативний сплайсинг. 
Локалізований у клітинній мембрані, цитоплазмі, цитоскелеті, ядрі, мембрані, клітинних відростках.